# Florence Noiville

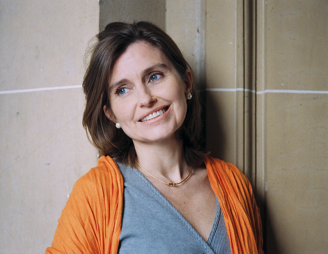
Florence Noiville (2009)

Florence Noiville (* 23. Juli 1961 in Boulogne-Billancourt) ist eine französische Journalistin, Literaturkritikerin und Schriftstellerin.

## Leben
Ihre schulische Ausbildung erhielt Noiville am „Cité scolaire Augustin-Thierry“ in Blois. Danach studierte sie Wirtschaftswissenschaften am HEC Paris, nachfolgend Rechtswissenschaft mit dem Abschluss Diplom am Sciences Po in Paris.
In ihrer ersten Arbeitsstelle bei einer multinationalen amerikanischen Firma war sie Finanzanalystin. Nach einigen Jahren in der Welt der Zahlen beschloss sie, den Finanzsektor zugunsten der Welt der Kultur, Literatur und der Schriftstellerei zu verlassen. Im Jahre 1994 begann sie ihre Arbeit als Journalistin und Literaturkritikerin bei der französischen Tageszeitung Le Monde. Von 2007 bis 2010 moderierte sie beim französischen Fernseh-Kanal „LCI“ mit ihrer eigenen Sendung „Le Monde des Livres“.
Während dieser Zeit fing Noiville an selbst zu schreiben. Zuerst schrieb sie Kinderbücher, darauf folgten eine Biographie über Isaac Bashevis Singer und ihr erster Roman „The Gift“. Das Buch I Went to Business School and I Apologize (J’ai fait HEC et je m’en excuse) wurde in zwölf Sprachen übersetzt.
Noiville ist verheiratet mit Martin Hirsch. Sie leben mit ihren drei Kindern in Paris.

## Werke

### Erwachsenenliteratur
- Florence  Noiville: Isaac Bashevis Singer. Stock, 2006, ISBN 978-2-234-05640-4.
- Florence  Noiville: La donation. Le Livre de Poche, 2009, ISBN 978-2-253-12588-4.
- Florence  Noiville: J’ai fait HEC et je m’en excuse. J'ai lu, 2012, ISBN 978-2-290-05423-9.
- Florence  Noiville: L'attachement. Stock, 2014, ISBN 978-2-253-17541-4.
- Florence  Noiville: L'illusion délirante d'être aimé. Stock, 2015, ISBN 978-2-234-07340-1.

### Kinderbücher
- Florence  Noiville: Et toi, ta grand-mère. Actes Sud Junior, 2008, ISBN 978-2-7427-7183-7.
- Florence  Noiville: Petites histoires de derrières les fourneaux. Actes Sud Junior, 2006, ISBN 978-2-7427-6067-1.
- Florence  Noiville: Bébé Jules qui ne voulait pas naître. Editions Gallimard, 2005, ISBN 978-2-07-057065-2.
- Florence  Noiville, Christine Noiville (Illustration): Histoires insolites des saints du calendrier. Actes Sud Junior, 2004, ISBN 978-2-7427-5118-1.
- Florence  Noiville, Serge Ceccarelli (Illustration): La Mythologie romaine. Actes Sud Junior, 2003, ISBN 978-2-7427-4530-2.
- Florence  Noiville: Les Héros grecs. Actes Sud Junior, 2002, ISBN 978-2-7427-4003-1.
- Florence  Noiville: La Mythologie grecque. Actes Sud Junior, 2000, ISBN 978-2-7427-3070-4.
- Florence  Noiville, Philippe Duma (Illustration): Je cherche les clés du paradis. L’École des loisirs, 1999, ISBN 978-2-211-06943-4.